# Campo Belo (distrito de São Paulo)
Campo Belo es un distrito ubicado en la zona centro-sur de la ciudad de Sao Paulo, Brasil. Administrativamente pertenece a la subprefectura de Santo Amaro. 
En este distrito ocurrió el mayor desastre aéreo de la historia de Brasil. El 17 de julio del 2007, un avión Airbus A320 de TAM se estrelló con un edificio de la propia compañía en la avenida Washington Luís luego de que no pudiera aterrizar en el Aeropuerto de Congonhas. En total, fallecieron 199 personas incluyendo pasajeros, tripulantes, pilotos y personas que estaban en tierra en el momento del choque. Algunos años después se inauguró en el sitio una plaza memorial de las víctimas.

## Distritos limítrofes
- Moema (nordeste).
- Saúde (este)
- Jabaquara (sur)
- Jaguara (suroeste)
- Santo Amaro (oeste)
- Itaim Bibi (noroeste)